# Mauerschützenprozesse
Als Mauerschützenprozesse werden Gerichtsverfahren wegen der tödlichen Schüsse an der Berliner Mauer und des Schießbefehls während der deutschen Teilung (1961 bis 1989) bezeichnet. In den von 1991 bis 2004 vor Landgerichten in Berlin, Magdeburg, Neuruppin, Potsdam, Schweinfurt und Schwerin geführten Verfahren waren sowohl ausführende Personen als auch politisch und militärisch Verantwortliche des DDR-Regimes angeklagt.

## Vorläufer
Ein Vorläufer der Mauerschützenprozesse war der 1963 verhandelte Fall Fritz Hanke. Hanke hatte 1962 als Stabsgefreiter der NVA Peter Reisch erschossen und war später selbst in die Bundesrepublik geflüchtet, wo das Schwurgericht Stuttgart ihn in einem kontrovers diskutierten Urteil zu 15 Monaten Haft ohne Bewährung verurteilte.

## Legitimation
Die Verfahren gegen die Mauerschützen konnten durchgeführt werden, weil in den Entscheidungen des Bundesgerichtshofs (BGH) festgestellt wurde, dass Tötungen von Flüchtlingen auch in der DDR strafbar waren. Der BGH erklärte den Rechtfertigungsgrund des
Grenzgesetzes der DDR zwar prinzipiell für gültig, aber nur in einer menschenrechtsfreundlichen Auslegung, indem der BGH der Verfassung der DDR den Verhältnismäßigkeitsgrundsatz entnahm. Im Verfahren wegen des Todes von Manfred Weylandt 1994 präzisierte der Bundesgerichtshof, dass die gezielte Tötung von unbewaffneten Flüchtlingen „wegen offensichtlichen, unerträglichen Verstoßes gegen elementare Gebote der Gerechtigkeit und völkerrechtlich geschützte Menschenrechte“ auch in der DDR Unrecht war und ergänzte in der Politbüro-Entscheidung, falls das Grenzgesetz der DDR einer menschenrechtsfreundlichen Auslegung nicht zugänglich wäre, könnte es den Schusswaffengebrauch an der deutsch-deutschen Grenze erst recht nicht rechtfertigen. Durch diese Renaissance der Radbruchschen Formel wurden mögliche Rechtfertigungsgründe des DDR-Rechts verworfen. Die Verurteilungen hoher DDR-Funktionäre erfolgte als „Täter hinter dem Täter.“ Das Bundesverfassungsgericht sah 1995 in Urteilen keinen Verstoß gegen das Rückwirkungsverbot, ebenso wenig 2001 der Europäische Gerichtshof für Menschenrechte. Ein Sonderfall waren die Schüsse auf fahnenflüchtige Soldaten und flüchtige Strafgefangene, da dieses auch in der Bundesrepublik strafbar war. In der juristischen Literatur wurden die Verfahren auf Grund der Rückwirkung überwiegend kritisch gesehen.
In der Politik sprach die PDS von der Fortsetzung des Kalten Krieges, Michail Gorbatschow von Hexenjagd, während CDU und SPD die Urteile befürworteten.
In Brandenburg löste 2009 die Berufung Volkmar Schöneburgs zum Justizminister eine heftige Auseinandersetzung aus, da er in einem Aufsatz 2002 die Rechtmäßigkeit der Mauerschützenprozesse verneinte.

## Verfahren
Die Verfahren basierten wesentlich auf Unterlagen, die von der Zentralen Erfassungsstelle der Landesjustizverwaltungen in Salzgitter seit ihrer Gründung 1961 gesammelt worden waren.
Insgesamt kam es in Berlin und Potsdam zu 112 Verfahren gegen 246 Personen, die sich als Schützen oder Tatbeteiligte vor Gericht verantworten mussten. Etwa die Hälfte der Angeklagten wurde freigesprochen. 132 Angeklagte wurden wegen ihrer Taten oder Tatbeteiligungen zu Freiheits- oder Bewährungsstrafen verurteilt. Darunter waren 10 Mitglieder der SED-Führung, 42 führende Militärs und 80 ehemalige Grenzsoldaten. Dazu kamen 19 Verfahren mit 31 Angeklagten in Neuruppin, die für 19 Todesschützen mit Bewährungsstrafen endeten. Für den Mord an Walter Kittel wurde der Todesschütze mit der längsten Freiheitsstrafe von 10 Jahren belegt. Der Mörder von Hermann Döbler erhielt eine Freiheitsstrafe von sechs Jahren. Üblicherweise bekamen die Todesschützen Strafen zwischen 6 und 24 Monaten auf Bewährung, während die Befehlshabenden mit zunehmender Verantwortung höhere Strafen bekamen. Gegen die ausführenden Soldaten an der innerdeutschen Grenze gab es eigene Verfahren an anderen Gerichten.
Wegen der Tötung von Walter Otte wurde zunächst eine lebenslange Freiheitsstrafe wegen Mordes verhängt. Diese wurde jedoch vom Bundesgerichtshof aufgehoben und der Todesschütze wurde vom Revisionsgericht zu drei Jahren Haft wegen Totschlags verurteilt.

## Angeklagte
Die meisten Angeklagten waren ehemalige Grenzsoldaten und Mannschaftsdienstgrade der Grenztruppen der DDR, die an der Grenze schossen oder den Schützen halfen. Außerdem waren Personen aus der politischen Führung der DDR angeklagt.
Im Juni 1991 wurde die Anklage im ersten Prozess erhoben. Sie richtete sich gegen vier Grenzsoldaten, die an der Erschießung von Chris Gueffroy am 5. Februar 1989 an der Berliner Mauer beteiligt waren. Gueffroy war der letzte Mensch, der bei einem Fluchtversuch an der Mauer erschossen wurde.

### Prozess gegen die Staatsführung
Der erste große Prozess begann am 13. November 1992 vor der 27. Kammer des Landgericht Berlins. Verfahren gegen einzelne Angeklagte wurden jedoch abgetrennt. Es waren folgende Personen angeklagt:
- Erich Honecker (ehemaliger Vorsitzender des Nationalen Verteidigungsrats (NVR), des Staatsrates und Generalsekretär des ZK der SED): Das Berliner Verfassungsgericht hob die Entscheidung zur Verhandlungsfähigkeit der 27. Kammer des Landgericht Berlins auf.
- Erich Mielke (Minister für Staatssicherheit): Das Verfahren wurde abgetrennt und später wegen Verhandlungsunfähigkeit eingestellt. Mielke wurde in einem anderen Verfahren wegen eines Doppelmordes an Polizisten 1931 zu sechs Jahren Freiheitsstrafe  verurteilt.
- Willi Stoph (Vorsitzender des Ministerrats): Nachdem Stoph am ersten Verhandlungstag nicht erschienen war, wurde das Verfahren abgetrennt und später wegen Verhandlungsunfähigkeit eingestellt.
- Heinz Keßler (Minister für Nationale Verteidigung) wurde zu siebeneinhalb Jahren Freiheitsstrafe wegen Totschlags verurteilt.
- Fritz Streletz (Stellvertretender Minister für Nationale Verteidigung und Chef des Hauptstabes der NVA) wurde zu fünfeinhalb Jahren Freiheitsstrafe wegen Totschlags verurteilt.
- Hans Albrecht wurde zu fünf Jahren und einem Monat Freiheitsstrafe wegen Totschlags verurteilt.[17]

### Politbüroprozess
1997 endete vor dem Landgericht Berlin unter Vorsitz von Josef Hoch der Prozess gegen Mitglieder des Politbüros der SED. Am 25. August ergingen die Urteile gegen Egon Krenz (sechseinhalb Jahre Freiheitsstrafe), Günter Schabowski und Günther Kleiber (je drei Jahre Freiheitsstrafe). Nachdem das Urteil Anfang 2000 vom Bundesgerichtshof bestätigt worden und die dagegen eingelegte Verfassungsbeschwerde erfolglos geblieben war, traten die drei ihre Haftstrafen an. Die Verfahren gegen die ebenfalls angeklagten Harry Tisch, Kurt Hager, Erich Mückenberger und Horst Dohlus wurden wegen des Todes Tischs oder aus gesundheitlichen Gründen eingestellt. Die Verurteilung von Fritz Streletz, Heinz Keßler und Egon Krenz wurde durch den Europäischen Gerichtshof für Menschenrechte (EGMR) bestätigt.

### Kollegium-Prozess
Am 1. März 1994 wurde Anklage wegen Beihilfe zum Totschlag und versuchten Totschlag gegen zehn ehemalige Offiziere der NVA im Generals- oder Admiralsrang erhoben, die Mitglied des Kollegiums des Ministeriums für Nationale Verteidigung der DDR gewesen waren. Die Staatsanwaltschaft stützte sich auf Jahresbefehle über Maßnahmen an der innerdeutschen Grenze, die durch das Kollegium beschlossen worden waren.
Folgende Personen wurden angeklagt:
- Helmut Borufka (von 1974 bis 1982 Hauptinspekteur der NVA)
- Wilhelm Ehm (von 1963 bis 1987 Chef der Volksmarine der DDR und seit 1972 Stellvertreter des DDR-Verteidigungsministers)
- Joachim Goldbach (von 1979 bis 1986 Stellvertreter des Ministers und Chef der Rückwärtigen Dienste)
- Heinz Handke (von 1982 bis 1988 Hauptinspekteur der NVA)
- Alfred Leibner (von 1961 bis 1987 Militärstaatsanwalt der DDR)
- Harald Ludwig (von 1979 bis 1990 Chef der Verwaltung Kader des Verteidigungsministeriums)
- Ottomar Pech (von 1961 bis 1979 Chef der Verwaltung Kader des Verteidigungsministeriums)
- Fritz Peter (von 1976 bis 1989 Leiter der Zivilverteidigung)
- Wolfgang Reinhold (von 1972 bis 1989 Stellvertreter des Ministers und Chef der Luftstreitkräfte/Luftverteidigung)
- Horst Stechbarth (von 1972 bis 1989 Stellvertreter des Ministers und Chef der Landstreitkräfte)

Die Verfahren gegen sechs der Angeklagten wurden alters- und/oder krankheitsbedingt eingestellt. Goldbach, Handke, Ludwig und Peter wurden verurteilt. Die Strafen reichten von einem Jahr und zehn Monaten auf Bewährung bis hin zu drei Jahren und drei Monaten.

### Letzte Prozesse
In einem zweiten Prozess gegen Mitglieder des Politbüros wurden im August 2004 Hans-Joachim Böhme und Siegfried Lorenz vom Landgericht Berlin zu Bewährungsstrafen verurteilt. Das Verfahren gegen den ursprünglich mitangeklagten Herbert Häber trennte das Landgericht am 25. März 2004 ab. Häber wurde am 11. Mai 2004 vom Landgericht Berlin wegen der Anstiftung zum dreifachen Mord schuldig gesprochen, erhielt jedoch keine Strafe, da er sich um eine Lockerung des Grenzregimes bemüht habe.
Der letzte Prozess gegen DDR-Grenzsoldaten ging am 9. November 2004 – genau 15 Jahre nach dem Fall der Mauer – mit einem Schuldspruch zu Ende.